# Vaives pagasts
Vaives pagasts er en territorial enhed i Cēsu novads i Letland. Pagasten havde 1.547 indbyggere i 2016 og omfatter et areal på 152,40 kvadratkilometer. Hovedbyen i pagasten er Vaive.